# Джон Бардийн
Джон Бардийн (на английски: John Bardeen) е американски физик и електроинженер, единственият, който получава две Нобелови награди за физика – за 1956 и 1972 година. Основните му заслуги са откритието на транзистора през 1947 г. в лабораториите Бел и поставяне основите на теорията за свръхпроводниците, наречена още теория на БКШ.

## Биография
Роден е на 23 май 1908 година в Медисън, Уисконсин. Завършва университета на Уисконсин и Пристънски университет.
Има три деца.
Умира на 30 януари 1991 година в Бостън, Масачузетс, от сърдечен удар.